# FutureSex/LoveSounds
FutureSex/LoveSounds – drugi solowy album studyjny amerykańskiego piosenkarza i aktora, Justina Timberlake’a, wydany we wrześniu 2006 roku. Na początku 2007 wokalista wyruszył w trasę „FutureSex/LoveShow” promującą album.

## Wydanie i przyjęcie
Album wydano w USA 12 września 2006. Zadebiutował on na miejscu 1. magazynu Billboard z liczbą 684 000 sprzedanych sztuk. To był pierwszy tak wysoki debiut Justina od czasów N'Sync. 17 września album debiutuje na 1. miejscu listy przebojów w Australii, a na liście brytyjskiej również uplasował się na miejscu 1. Z wydawnictwa pochodzą cztery single, które zaraz po wydaniu osiągnęły pierwsze miejsca list przebojów na całym świecie.
Album wyprodukował, znany na całym świecie łowca talentów i debiutów, Timbaland. Timberlake zaprosił go do współpracy także nad wcześniejszym albumem, jednak teraz zadaniem producenta było wyprodukowanie całej płyty.

## Lista utworów
| #  | Tytuł                                             | Producent                     | Czas |
| -- | ------------------------------------------------- | ----------------------------- | ---- |
| 1  | „FutureSex/LoveSound”                             | Timberlake, Timbaland, Danja  | 4:01 |
| 2  | „SexyBack”                                        | Timberlake, Timbaland, Danja  | 4:02 |
| 3  | „Sexy Ladies/Let Me Talk To You (Prelude)”        | Timberlake, Timbaland, Danja  | 5:32 |
| 4  | „My Love” (gościnnie T.I.)                        | Timberlake, Timbaland, Danja, | 4:36 |
| 5  | „LoveStoned/I Think She Knows (Interlude)”        | Timberlake, Timbaland, Danja  | 7:24 |
| 6  | „What Goes Around...”                             | Timberlake, Timbaland, Danja  | 7:28 |
| 7  | „Chop Me Up” (gościnnie Timbaland, Three 6 Mafia) | Timberlake, Timbaland, Danja  | 5:04 |
| 8  | „Damn Girl” (gościnnie will.i.am)                 | Jawbreakers                   | 5:12 |
| 9  | „Summer Love/Set The Mood (Prelude)”              | Timberlake, Timbaland, Danja  | 6:24 |
| 10 | „Until The End Of Time”                           | Timberlake, Timbaland, Danja  | 5:22 |
| 11 | „Losing My Way”                                   | Timberlake, Timbaland, Danja  | 5:22 |
| 12 | „(Another Song) All Over Again”                   | Rick Rubin                    | 5:45 |
| 13 | „Pose” (gościnnie Snoop Dogg)                     | will.i.am                     | 4:47 |

## FutureSex/LoveSounds Deluxe Edition
Specjalna edycja płyty FutureSex/LoveSounds. Wydanie składa się z płyt CD i DVD. CD będzie zawierać duet z Beyoncé, Missy Elliott oraz 50 Cent. DVD to zbiór 4 teledysków oraz Making Of Videos i Performances From All Around The World.
CD
| #  | Tytuł                                             | Producent                    | Czas |
| -- | ------------------------------------------------- | ---------------------------- | ---- |
| 1  | „FutureSex/LoveSound”                             | Timberlake, Timbaland, Danja | 4:01 |
| 2  | „SexyBack”                                        | Timberlake, Timbaland, Danja | 4:02 |
| 3  | „Sexy Ladies/Let Me Talk To You (Prelude)”        | Timberlake, Timbaland, Danja | 5:32 |
| 4  | „My Love” (gościnnie T.I.)                        | Timberlake, Timbaland, Danja | 4:36 |
| 5  | „LoveStoned/I Think She Knows (Interlude)”        | Timberlake, Timbaland, Danja | 7:24 |
| 6  | „What Goes Around...”                             | Timberlake, Timbaland, Danja | 7:28 |
| 7  | „Chop Me Up” (gościnnie Timbaland, Three 6 Mafia) | Timberlake, Timbaland, Danja | 5:04 |
| 8  | „Damn Girl” (gościnnie will.i.am)                 | Jawbreakers                  | 5:12 |
| 9  | „Summer Love/Set The Mood (Prelude)”              | Timberlake, Timbaland, Danja | 6:24 |
| 10 | „Until The End Of Time”                           | Timberlake, Timbaland, Danja | 5:22 |
| 11 | „Losing My Way”                                   | Timberlake, Timbaland, Danja | 5:22 |
| 12 | „(Another Song) All Over Again”                   | Rick Rubin                   | 5:45 |
| 13 | „Until The End Of Time” (gościnnie Beyoncé)       | Timberlake, Timbaland, Danja | 5:22 |
| 14 | „SexyBack (Remix)” (gościnnie Missy Elliot)       | Timberlake, Timbaland, Hills | 4:02 |
| 15 | „Sexy Ladies (Remix)” (gościnnie 50 Cent)         | Timberlake, Timbaland, Hills | 5:32 |

DVD
| #  | Tytuł                                                                               |
| -- | ----------------------------------------------------------------------------------- |
| 1  | Making Of Sexyback                                                                  |
| 2  | Interview with Michael Haussmann (Director Of Sexyback)                             |
| 3  | Sexyback (MTV Version)                                                              |
| 4  | Interview with Paul Hunter (Director Of My Love)                                    |
| 5  | Let Me Talk To You/My Love (video)                                                  |
| 6  | Behind The Scenes: What Goes Around.../...Comes Around                              |
| 7  | What Goes Around.../...Comes Around (video)                                         |
| 8  | Interview with Robert Hales (Director Of Lovestoned/I Think She Knows)              |
| 9  | Lovestoned/I Think She Knows Interlude (video)                                      |
| 10 | Lovestoned/I Think She Knows (Live From Concert Prive, Paris)                       |
| 11 | My Love (Parkinson UK TV Performance)                                               |
| 12 | SexyBack/My Love/LoveStoned/I Think She Knows (MTV Europe Music Awards Performance) |
| 13 | My Love/SexyBack (MTV VMA Performance)                                              |

## Najwyższa pozycja i certyfikacja
| Lista (2006)                          | Providers                          | Najwyższa pozycja | Certyfikacja  | Sprzedaż   |
| ------------------------------------- | ---------------------------------- | ----------------- | ------------- | ---------- |
| The Billboard 200 (U.S.)              | Billboard                          | 1                 | 3x Platinum   | 3,212,549+ |
| Billboard Comprehensive Albums (U.S.) | Billboard                          | 1                 |               |            |
| Billboard Digital Albums (U.S.)       | Billboard                          | 1                 |               |            |
| Billboard Internet Albums (U.S.)      | Billboard                          | 1                 |               |            |
| Billboard R&B/Hip-Hop Albums (U.S.)   | Billboard                          | 1                 |               |            |
| The Official UK Albums Chart          | BPI/The Official UK Charts Company | 1                 | 2x Platinum   | 800,000+   |
| The Official UK Urban Albums Chart    | BPI/The Official UK Charts Company | 1                 |               |            |
| Australian Albums Chart               | ARIA                               | 1                 | 2x Platinum   | 140,000+   |
| Austrian Album Chart                  | Media Control Europe               | 5                 | Gold          | 15,000+    |
| Belgian Album Chart                   | Ultratop / Nielsen                 | 5                 | Gold          | 15,000+    |
| Brazil Top 40 CD Sales                | Hot100Brasil                       | 31                |               | 10,000+    |
| Canadian Albums Chart                 | Nielsen Soundscan                  | 1                 | 3x Platinum   | 300,000    |
| Chinese Album Chart                   | CAS                                | 1                 | Platinum      | 500,000    |
| Czech Album Chart                     | IFPI                               | 16                | Gold          | 5,000      |
| Danish Album Chart                    | IFPI / Nielsen                     | 3                 | Platinum      | 30,000     |
| Dutch Album Chart                     | Mega Charts BV                     | 4                 | Gold          | 35,000     |
| Estonian Album Chart                  | Pedrobeat                          | 1                 | Platinum      | 10,000     |
| Finnish Album Chart                   | GLF                                | 5                 |               |            |
| French Album Chart                    | SNEP/IFOP                          | 5                 | Platinum      | 142,600    |
| German Album Chart                    | Media Control                      | 1                 | not certified |            |
| Greek Album Chart                     | IFPI                               | 7                 | Platinum      | 20,000     |
| Hungarian Top 40 Album Chart          | MAHASZ                             | 38                |               |            |
| Irish Album Chart                     | IRMA                               | 1                 | 4x Platinum   | 60,000     |
| Italian Album Chart                   | FIMI/Nielsen                       | 7                 | Gold          | 40,000     |
| Japanese Album Chart                  | Oricon                             | 18                | Gold          | 176,584    |
| Korean Album Chart                    | MIAK                               | 7                 | Gold          | 12,000     |
| New Zealand Album Chart               | RIANZ                              | 4                 | 2x Platinum   | 30,000+    |
| Norwegian Album Chart                 | VG Nett                            | 5                 | Ruby          |            |
| Philippine Pop Album Chart            | PRIMA                              | 1                 |               |            |
| Polish Album Chart                    | ZPAV                               | 1                 | 2x Platinum   | 40 000     |
| Portuguese Album Chart                | AFP/Nielsen                        | 26                |               |            |
| Singapore Album Chart                 | AC Nielsen                         | 1                 |               |            |
| Spanish Album Chart                   | Promusicae/Media Control           | 30                |               |            |
| Swedish Album Chart                   | GLF                                | 2                 |               |            |
| Swiss Album Chart                     | Media Control Europe               | 2                 | Platinum      | 30,000+    |
| United World Chart (Worldwide Sales)  | Media traffic                      | 1                 |               | 6,321,000  |